# Elica Jankowa
Elica Jankowa (ur. 18 września 1994) – bułgarska zapaśniczka walcząca w stylu wolnym. Brązowa medalistka olimpijska z Rio de Janeiro 2016 w kategorii 48 kg.
Zajęła piętnaste miejsce na mistrzostwach świata w 2015. Trzecia na mistrzostwach Europy w 2016. Srebrna medalistka igrzysk europejskich w 2015. Mistrzyni świata juniorów w 2013, wicemistrzyni Europy z 2013 i trzecia w 2014 roku.